# Larysa Golik
Larysa Golik (russisch Лариса Голик; * 30. April 1958 in Saporischschja, Ukrainische SSR) ist eine Kunstmalerin und Illustratorin. Seit 1997 lebt und arbeitet sie in Köln, Deutschland.

## Arbeit
Ihre zahlreichen Ausstellungen in Köln, Düsseldorf, Leverkusen, Kempen und vielen anderen Orten präsentieren ihre surrealistischen Gemälde, die hauptsächlich mit Öl und Acrylfarbe gemalt sind.
Neben Gemälden entstanden unter ihrer Hand viele Kopien alter Meisterwerke, wie z. B. Arbeiten von August Macke, Jan Rutgersz Niwael, Emil Volkers sowie Salvador G. Olmedo oder Domingo Alvares.
Zum Spektrum der Werke von Larysa Golik gehören Lackminiaturen – bemalte Schatullen, Wandteller und „Ostereier“ im Stil altrussischer Meister.

### Illustrationen
Ihre hauptsächliche Arbeit besteht in den letzten Jahren in der Illustrierung von Kinderbüchern, die bei verschiedenen Verlagen veröffentlicht wurden. Zu den herausgegebenen Büchern zählen
- Seltsame Begebenheiten im zerfallenen Haus, Georg M. Gerisch
- Ein Schlüssel für Tim,[Anm. 1] Birgit Richter
- Abraxmata, Andrea Bannert
- Mondabenteuer, Georg Gerisch
- Die Seilbahn zum Mond, Peter Horn
- Freundschaftsgeschichten, Simone Veenstra
- sowie rund 10 Literaturprojekte und Lernwerkstätten für den Unterricht in Kindergärten und Grundschulen

In den von René Klammer geschriebenen Hörspielen, deren CD-Covers von Larysa Golik illustriert wurden, spielen u. a. bekannte deutsche Schauspieler wie Jürgen Domian und Hella von Sinnen mit.

### Bücher
Larysa Golik veröffentlichte 2005 das Kinderbuch Sonjas Abenteuer (ISBN 3936577897). Damit hatte sie Erfolg bei diversen Lesungen und Präsentationen. Das dazugehörige Literaturprojekt wird in manchen Grundschulen als Lernmaterial verwendet.